# Deutsche Kurzbahnmeisterschaften 2007
Die Deutschen Kurzbahnmeisterschaften 2007 im Schwimmen fanden vom 22. bis 25. November 2007 im Essener Hauptbad statt und wurden von der SG Essen organisiert. Der Veranstalter war der Deutsche Schwimm-Verband. Der Wettkampf diente gleichzeitig als Qualifikationswettkampf für die Kurzbahneuropameisterschaften 2007 in Debrecen. Es wurden bei Männern und Frauen Wettkämpfe in je 20 Disziplinen ausgetragen, darunter zwei Staffelwettkämpfe.
Während der Meisterschaften wurde ein neuer Europarekord sowie sieben neue deutsche Rekorde aufgestellt.
| Disziplin           | Männer                                                               | Männer                                                               | Männer   | Frauen                                                                | Frauen                                                                | Frauen   |
| Disziplin           | Name                                                                 | Verein                                                               | Zeit     | Name                                                                  | Verein                                                                | Zeit     |
| 050 m Freistil      | Steffen Deibler                                                      | TG Biberach                                                          | 00:21,59 | Britta Steffen                                                        | SG Neukölln Berlin                                                    | 00:23,90 |
| 100 m Freistil      | Steffen Deibler                                                      | TG Biberach                                                          | 00:47,23 | Britta Steffen                                                        | SG Neukölln Berlin                                                    | 00:52,45 |
| 200 m Freistil      | Paul Biedermann                                                      | SV Halle/Saale                                                       | 01:43,38 | Meike Freitag                                                         | SG Frankfurt                                                          | 01:55,53 |
| 400 m Freistil      | Paul Biedermann                                                      | SV Halle/Saale                                                       | 03:42,23 | Meike Freitag                                                         | SG Frankfurt                                                          | 04:06,06 |
| 800 m Freistil      | Paul Biedermann                                                      | SV Halle/Saale                                                       | 07:38,72 | Annika Lurz                                                           | SV Würzburg 05                                                        | 08:24,50 |
| 1500 m Freistil0    | Thomas Lurz                                                          | SV Würzburg 05                                                       | 14:37,98 | Britta Kamrau                                                         | SC Empor Rostock 2000                                                 | 16:28,05 |
| 050 m Brust         | Jens Kruppa                                                          | SC Riesa                                                             | 00:27,64 | Janne Schäfer                                                         | TV Jahn Wolfsburg                                                     | 00:30,40 |
| 100 m Brust         | Jens Kruppa                                                          | SC Riesa                                                             | 00:59,89 | Sarah Poewe                                                           | SG Bayer                                                              | 01:06,75 |
| 200 m Brust         | Marco Koch                                                           | DSW 1912 Darmstadt                                                   | 02:10,52 | Anne Poleska                                                          | SG Krefeld                                                            | 02:22,89 |
| 050 m Schmetterling | Johannes Dietrich                                                    | Potsdamer SV                                                         | 00:23,10 | Daniela Samulski                                                      | SG Bayer                                                              | 00:26,17 |
| 100 m Schmetterling | Thomas Rupprath                                                      | SC Empor Rostock 2000                                                | 00:50,73 | Daniela Samulski                                                      | SG Bayer                                                              | 00:58,27 |
| 200 m Schmetterling | Benjamin Starke                                                      | SG Neukölln Berlin                                                   | 01:55,93 | Annika Mehlhorn                                                       | SG ACT / Baunatal                                                     | 02:06,56 |
| 050 m Rücken        | Thomas Rupprath                                                      | SC Empor Rostock 2000                                                | 00:23,59 | Janine Pietsch                                                        | SC Delphin Ingolstadt                                                 | 00:26,92 |
| 100 m Rücken        | Helge Meeuw                                                          | SG Frankfurt                                                         | 00:51,04 | Janine Pietsch                                                        | SC Delphin Ingolstadt                                                 | 00:58,11 |
| 200 m Rücken        | Helge Meeuw                                                          | SG Frankfurt                                                         | 01:51,51 | Jenny Mensing                                                         | SC Wiesbaden 1911                                                     | 02:09,17 |
| 100 m Lagen         | Thomas Rupprath                                                      | SC Empor Rostock 2000                                                | 00:52,77 | Theresa Michalak                                                      | SV Halle/Saale                                                        | 01:01,83 |
| 200 m Lagen         | Markus Deibler                                                       | TG Biberach                                                          | 01:57,24 | Theresa Michalak                                                      | SV Halle/Saale                                                        | 02:11,25 |
| 400 m Lagen         | Łukasz Wójt                                                          | EOSC Offenbach                                                       | 04:10,79 | Nicole Hetzer                                                         | Wacker Burghausen                                                     | 04:36,32 |
| 4 × 50 m Freistil   | SV Wasserfreunde 1898 Hannover Kunzelmann, Käsler, Conrad, Schreiber | SV Wasserfreunde 1898 Hannover Kunzelmann, Käsler, Conrad, Schreiber | 01:28,27 | SSG 81 Erlangen Nebel, Gottschalk, Krüger, Götz                       | SSG 81 Erlangen Nebel, Gottschalk, Krüger, Götz                       | 01:42,89 |
| 4 × 50 m Lagen      | Startgemeinschaft Dortmund Könneker, Cool, Crasmöller, Dittrich      | Startgemeinschaft Dortmund Könneker, Cool, Crasmöller, Dittrich      | 01:37,71 | SG Bayer Wuppertal/Uerdingen/Dormagen Stäblein, Poewe, Samulski, Lihs | SG Bayer Wuppertal/Uerdingen/Dormagen Stäblein, Poewe, Samulski, Lihs | 01:54,05 |

1. 1 2 3  neuer DSV-Rekord
2. 1 2  Deutscher Altersklassenrekord für 17-Jährige
3. ↑  neuer Europarekord
4. 1 2  Deutscher Altersklassenrekord für 15-Jährige

## Randnotizen
Steffen Deibler stellte im Vorlauf über 50 m Freistil in 0:21,42 einen deutschen Rekord auf. Das Gleiche gelang ihm über 100 m Freistil in 0:47,24, den er dann noch einmal im Finale auf 0:47,23 verbessern konnte.
Britta Steffen stellte über 200 m Freistil in 1:55,07 und 100 m Lagen in 1:00,30 jeweils im Vorlauf einen deutschen Rekord auf. In beiden Wettbewerben startete sie nicht im Final.